# Pontsko-kaspická step
Ponticko – kaspická step (někdy nazývaná „kaspická step“ nebo „pontská step“) je stepní oblast táhnoucí se od severního pobřeží Černého moře (ve starověku Pontus Euxinus) až po severní oblast okolo Kaspického moře. Rozkládá se od Dobrudže v severovýchodním rohu Bulharska a jihovýchodního Rumunska, přes Moldavsko a jižní a východní Ukrajinu, přes ruský severní Kavkaz, jižní Rusko a Povolží do západního Kazachstánu, kde z východu sousedí s kazašskou stepí. Obě tvoří součást větší euroasijské stepi. Tvoří součást palearktické oblasti a mírného travního porostu, savany a křovinatého biomu.
Tato oblast odpovídá Kimmerii, Skýtii a Sarmátii v klasickém starověku. Po několik tisíciletí step využívaly četné kočovné kmeny; z nichž mnoho pokračovalo v dobývání zemí v osídlených oblastech Evropy, západní a jižní Asie.
Termín ponto-kaspický region se používá v biogeografii s odkazem na flóru a faunu těchto stepí, včetně zvířat z oblasti Černého, Kaspického a Azovského moře. Genetický výzkum tuto oblast identifikoval jako nejpravděpodobnější místo, kde byli poprvé domestikováni koně.
Podle nejrozšířenější teorie v indoevropských studiích, kurganové hypotézy, byla ponticko-kaspická step domovinou mluvčích protoindoevropského jazyka.